# Melanagromyza hicksi
Melanagromyza hicksi är en tvåvingeart som beskrevs av Steyskal 1980. Melanagromyza hicksi ingår i släktet Melanagromyza och familjen minerarflugor. Inga underarter finns listade i Catalogue of Life.